# F. A. Harper
Floyd Arthur "Baldy" Harper (7 de febrero de 1905 -21 de abril de 1973) fue un académico, economista y escritor estadounidense que fue fundador el Institute for Humane Studies en 1961.

## Carrera
La Federal Farm Board empleó a Harper como agente de campo de investigación en 1930 y 1931. Trabajó como analista de negocio para la Farm Credit Association en 1934. En el ámbito académico, Harper pasó 19 años como profesor de marketing en la Universidad Cornell y en 1937 fue nombrado director interino del Departamento de Economía Agrícola de la Universidad de Puerto Rico. Dejó Cornell en 1946 después de que funcionarios universitarios decidieran que no debería asignar lecturas del trabajo del economista austriaco Friedrich Hayek. En 1946, Harper ayudó a Leonard Read a iniciar la Fundación para la Educación Económica. Harper, miembro de la Sociedad Mont Pelerin, estuvo presente en la primera reunión del grupo en 1947 junto con Friedrich Hayek, Ludwig von Mises, Milton Friedman y Karl Popper. Harper sirvió en el personal de la Fundación para la Educación Económica hasta 1958, cuando se convirtió en codirector del William Volker Fund, cargo que ocupó hasta 1961. A principios de la década de 1960, Harper se desempeñó como profesor invitado de filosofía moral en Wabash College. Harper es conocido por fundar el Institute for Humane Studies. Inicialmente se desempeñó como secretario y tesorero del Instituto. En 1965 asumió la presidencia del Instituto, cargo que ocupó hasta su muerte en 1973.

## Institute for Humane Studies

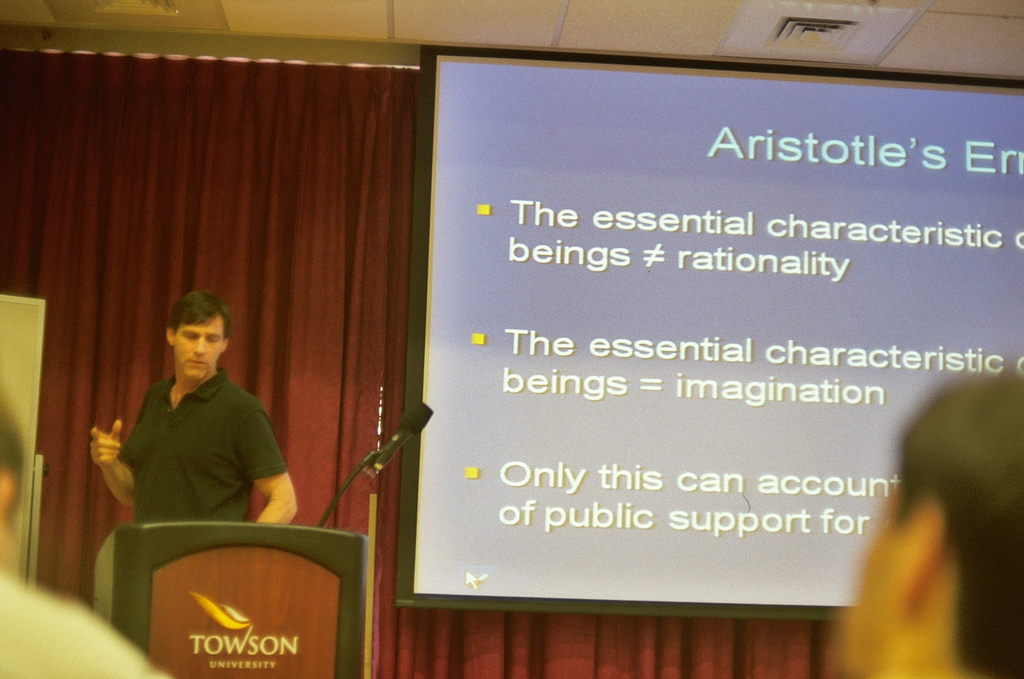
John Hasnas dando una conferencia en la Universidad de Towson durante un seminario del Institute for Humane Studies.

Harper fundó el Institute for Humane Studies (en español, "Instituto de Estudios Humanos") en 1961 en Menlo Park, California. El instituto, que comenzó en el garaje de Harper, es una organización sin fines de lucro que ofrece programas educativos y profesionales. Los programas educativos incluyen seminarios, becas para estudiantes de pregrado y posgrado, un archivo de conferencias grabadas y un sitio web interactivo basado en un modelo de pensamiento político de múltiples ejes. Los programas de asistencia profesional incluyen pasantías remuneradas para estudiantes y recién graduados, un sitio web de red social para académicos liberales clásicos y el reconocimiento de los logros de los exalumnos. Inicialmente sirviendo como secretario y tesorero, Harper se convirtió en presidente del instituto en 1966, cargo que ocupó hasta su muerte en 1973. Después de comenzar una asociación con la Universidad George Mason, Leonard Liggio, Walter Grinder y John Blundell trasladaron el instituto a Fairfax, Virginia en 1985. La organización está ubicada actualmente en 3434 Washington Blvd. en el campus de Arlington de la Universidad George Mason.

## Vida personal
Baldy Harper nació y se crio en Middleville, Míchigan y se graduó de la Universidad Estatal de Míchigan. Luego obtuvo un doctorado en economía agrícola de la Universidad Cornell. El economista Herbert J. Davenport influyó en Harper durante su tiempo en Cornell.
En 1930, Harper se casó con Marguerite Kaechele. La pareja tuvo cuatro hijos: Barbara, Harriet, Helen y Larry.

## Legado
Guiar a una red de académicos liberales clásicos, construir instituciones, fomentar la investigación y diseñar estrategias y prácticas para el movimiento libertario es donde la influencia de Harper es visible hoy. El actual presidente de la junta del Institute for Humane Studies, Charles Koch, dijo que el libro de Harper, Why Wages Rise, influyó en su marco filosófico. En 1978 y 1979, el Institute for Humane Studies publicó The Writings of F. A. Harper. Koch escribió una sección de homenaje, diciendo: "De todos los maestros de la libertad, ninguno fue tan querido como Baldy, porque fue él quien enseñó a los maestros y, al enseñar, les enseñó humildad y mansedumbre".
El Mercatus Center de la Universidad George Mason estableció la Cátedra de Economía F. A. Harper, cargo que ocupa actualmente Christopher Coyne. En octubre de 2011, Coyne fue coautor de un artículo titulado Guerra y libertad: sabiduría de Leonard E. Read y F. A. 'Baldy' Harper. El artículo revisa los temas principales del panfleto contra la guerra de Harper En busca de la paz y sostiene que las ideas de Harper son tan importantes y relevantes hoy como lo eran en 1950.

## Obras

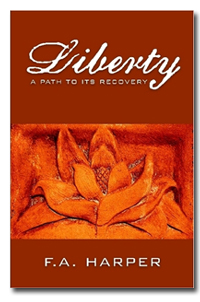
La magnum opus de Harper Liberty, A Path to Its Recovery explica su filosofía del libertarismo.

- Harper, F A; C W Vaughn (Noviembre de 1927). «Machines for Handling Statistics». American Mathematical Monthly 34 (9): 446-53. JSTOR 2300220.
- Harper, F A (1939). Reasons for Differences in the Price of Apples Received by Ulster County Growers, 1937 Crop ... Ithaca, New York: Dept. of Agricultural Economics and Farm Management Cornell University.
- Harper, F A (1 de mayo de 1937). «Using Economic Information in Building an Annual Farm Program: Discussion». Journal of Farm Economics 19 (2): 422-24. ISSN 1071-1031. JSTOR 1230944. doi:10.2307/1230944.
- Harper, F A; F F Hill (Mayo de 1944). «Have We Food Enough for All?». American Journal of Nursing 44 (5): 523. doi:10.1097/00000446-194405000-00060.
- Harper, F A (1 de noviembre de 1944). «The Importance of Storage Costs in Accumulating Food Stocks». Journal of Farm Economics 26 (4): 794-800. ISSN 1071-1031. JSTOR 1232125. doi:10.2307/1232125.
- Harper, F A; Pearson, Frank (1945). The World's Hunger. Ithaca, New York: Cornell University Press. p. 90.
- Harper, F A (1 de mayo de 1948). «The Government's Agricultural Policy and Inflation». Proceedings of the Academy of Political Science 23 (1): 30-36. ISSN 0065-0684. JSTOR 1172885. doi:10.2307/1172885.
- Harper, F A (1948). High Prices. Irvington, New York: Foundation for Economic Education. p. 71.
- Harper, F A (1949). Liberty, A Path to Its Recovery. Foundation for Economic Education. ISBN 978-0-910614-95-5. Archivado desde el original el 1 de septiembre de 2012. Consultado el 18 de noviembre de 2011.
- Harper, F A (1957). Why Wages Rise. Foundation for Economic Education. ISBN 978-0-910614-05-4. Archivado desde el original el 4 de noviembre de 2011. Consultado el 13 de septiembre de 2014.
- Harper, F A (19 de julio de 1968). «Federal Funds Mean Federal Control». Science 161 (3838): 220. Bibcode:1968Sci...161..220H. PMID 5657323. doi:10.1126/science.161.3838.220. Consultado el 14 de enero de 2012.
- Harper, F A (1969). The Crisis of the Free Market. Chicago: Johnson. p. 83. ISBN 9784829112151.
- Harper, F A (1979). The Writings of F A Harper. Arlington, Virginia: Institute for Humane Studies. ISBN 978-0-89617-000-1. v1 v2
- Harper, F A (1931). F. A. Harper Papers. Stanford, California: Hoover Institution Archives.